# 입훙파이
입훙파이(광둥어: 葉鴻輝 Jip6 Hung4 fai1, 중국어 정체자: 葉鴻輝, 간체자: 叶鸿辉, 병음: Yè Hónghuī 예훙후이[*], 한자음: 엽홍휘, 1990년 3월 21일~)는 홍콩의 축구 선수이다. 포지션은 골키퍼이며 현재 홍콩 프리미어리그의 팀인 이스턴과 홍콩 축구 국가대표팀 소속으로 활동하고 있다.